# Cristurges
Cristurges is een kevergeslacht uit de familie van de boktorren (Cerambycidae). De wetenschappelijke naam van het geslacht werd voor het eerst geldig gepubliceerd in 1961 door Gilmour.

## Soorten
Cristurges is monotypisch en omvat slechts de volgende soort:
- Cristurges bimaculatus Gilmour, 1961